# Xenia danae
Xenia danae är en korallart som beskrevs av Addison Emery Verrill 1869. Xenia danae ingår i släktet Xenia och familjen Xeniidae. Inga underarter finns listade i Catalogue of Life.